# Joseph H. Sampson
Joseph Harold Sampson Jr. (1926 – 2003) foi um matemático estadunidense, conhecido por seu trabalho em análise matemática, geometria e topologia, especialmente seu trabalho sobre aplicações harmônicas em colaboração com James Eells. Obteve um doutorado em matemática pela Universidade Princeton em 1951, sob a supervisão de Salomon Bochner.

## Publicação selecionada
- J. Eels, J.H. Sampson (1994) . "Harmonic mappings of riemannian manifolds", Amer. J. Math. 86, pp. 109–160.